# شان لستر
شان لستر (انگلیسی: Seán Lester؛ ۲۸ سپتامبر ۱۸۸۸ – ۱۳ ژوئن ۱۹۵۹ (سن۷۰)) دیپلمات، روزنامه‌نگار، و سیاستمدار اهل پادشاهی متحد بریتانیای کبیر و ایرلند و از ۳۱ اوت ۱۹۴۰ تا ۱۸ آوریل ۱۹۴۶ دبیرکل جامعه ملل بود.

## زندگی‌نامه
لستر در استان آنتریم متولد شد، پدرش یک خواربارفروش مسیحی پروتستانتیسم بود و در این استان رشد نمود. وی به شدت طرفدار اتحادیه بود، او در جوانی به جمعیت گالی اسکاتلندی پیوست و به خاطر ناسیونالیسم ایرلندی در جوانی به انجمن برادری جمهوری‌خواه ایرلند پیوست. او قبل از مهاجرت به دوبلین در حرفه خبرنگاری در روزنامه نورت داون هرالد و برخی دیگر از روزنامه‌های ایرلند شمالی مشغول کار شد و از جمله در مجله فری‌من به کار پرداخت تا در ۱۹۱۹ سردبیر بخش خبر آن را برعهده گرفت.
بعد از جنگ استقلال ایرلند همراه با برخی دوستانش به دولت آزاد ایرلند پیوست و پس از اینکه به لستر پیشنهاد شد تا مدیریت تبلیغات دولت آزاد را بر عهده گیرد آن را پذیرفت.
او در ۱۹۲۰ با الیزابت روث تیرل ازدواج کردن و دارای سه فرزند دختر شد.

## فعالیت دیپلماتیک
در ۱۹۲۳، لستر به بخش امور خارجه ایرلند پیوست. او در ۱۹۲۹ به ژنو اعزام شد تا جایگزن مایکل مک وایت به عنوان نماینده دائمی ایرلند در جامعه ملل انجام وظیفه کند.
در ۱۹۳۳، لستر وارد دبیرخانه جامعه ملل شد و از ۱۹۳۴ تا ۱۹۳۷ در سمت کمیساریای عالی جامعه ملل مشغول کار شد. ایالت آزاد دانتسیگ صحنه چالش او در یک بحران بین‌المللی با آلمان نازی در خصوص کریدور لهستان و رابطه با آلمان نازی در یک شهر آزاد بود.
لستر بارها در مورد آزار و اذیت و تبعیض یهودیان به دولت آلمان اعتراض کرد و به اروپا که در آستانهٔ وقوع یک فاجعه بود هشدار داد، به صورتی که لستر توسط نمایندگان رایش آلمان و نمایندگان حزب نازی در دانتسیگ بایکوت شد.

## جامعه ملل
لستر در ۱۹۳۷ به ژنو بازگشت تا قائم‌مقام دبیرکل جامعه ملل شود. او در ۱۹۴۰ دبیرکل جامعه ملل شد، این درحالی بود جامعه ملل محدودیت داشت و تنها ۷۰۰ کارمند داشت که ۱۰۰ نفر آن را نگهبانان شامل می‌شد.
لستر در طول جنگ جهانی دوم در ژنو ماند و به برنامه‌های بشردوستانه جامعه ملل در زمان جنگ درحیطه عملیات محدودی که داشت پرداخت. در ۱۹۴۶، وی نظارت خاتمه داده به جامعه ملل را نظارت کرد و دارایی‌ها و عملکردهای جامعه ملل را به سازمان جدید تأسیس شده سازمان ملل متحد تحویل داد.

## اواخر عمر
علیرغم شایعات مبنی بر آمادگی وی برای نامزدی ریاست جمهوری ایرلند، لستر به دنبال هیچ مقام دائمی نبود و در بخش رزس، شهرستان گالوی، در غرب ایرلند بازنشسته شد و در آنجا درگذشت.
روزنامه تایمز در آگهی ترحیم خود، لستر را «سازش دهنده بین‌المللی و دوست شجاع پناهندگان» توصیف کرد. او در سال ۱۹۴۵ جایزه وودرو ویلسون و در سال ۱۹۴۸ دکترای دانشگاه ملی ایرلند را دریافت کرد.
نوه او سوزان دنهام از سال ۲۰۱۱ تا ۲۰۱۷ رئیس دادگاه عالی ایرلند بود.